# Saint-Domet
Saint-Domet ist eine Gemeinde in Frankreich. Sie gehört zur Region Nouvelle-Aquitaine, zum Département Creuse, zum Arrondissement Aubusson und zum Kanton Aubusson.

## Geografie
In der Gemeindegemarkung gibt es einige kleine Seen. Im Osten wird die Gemeinde vom Fluss Tardes tangiert.
Saint-Domet grenzt im Westen und im Norden an Peyrat-la-Nonière, im Osten an La Serre-Bussière-Vieille und im Süden an Champagnat.

## Wappen
Blasonierung: „In Gold drei blaue Jakobsmuscheln.“

## Bevölkerungsentwicklung

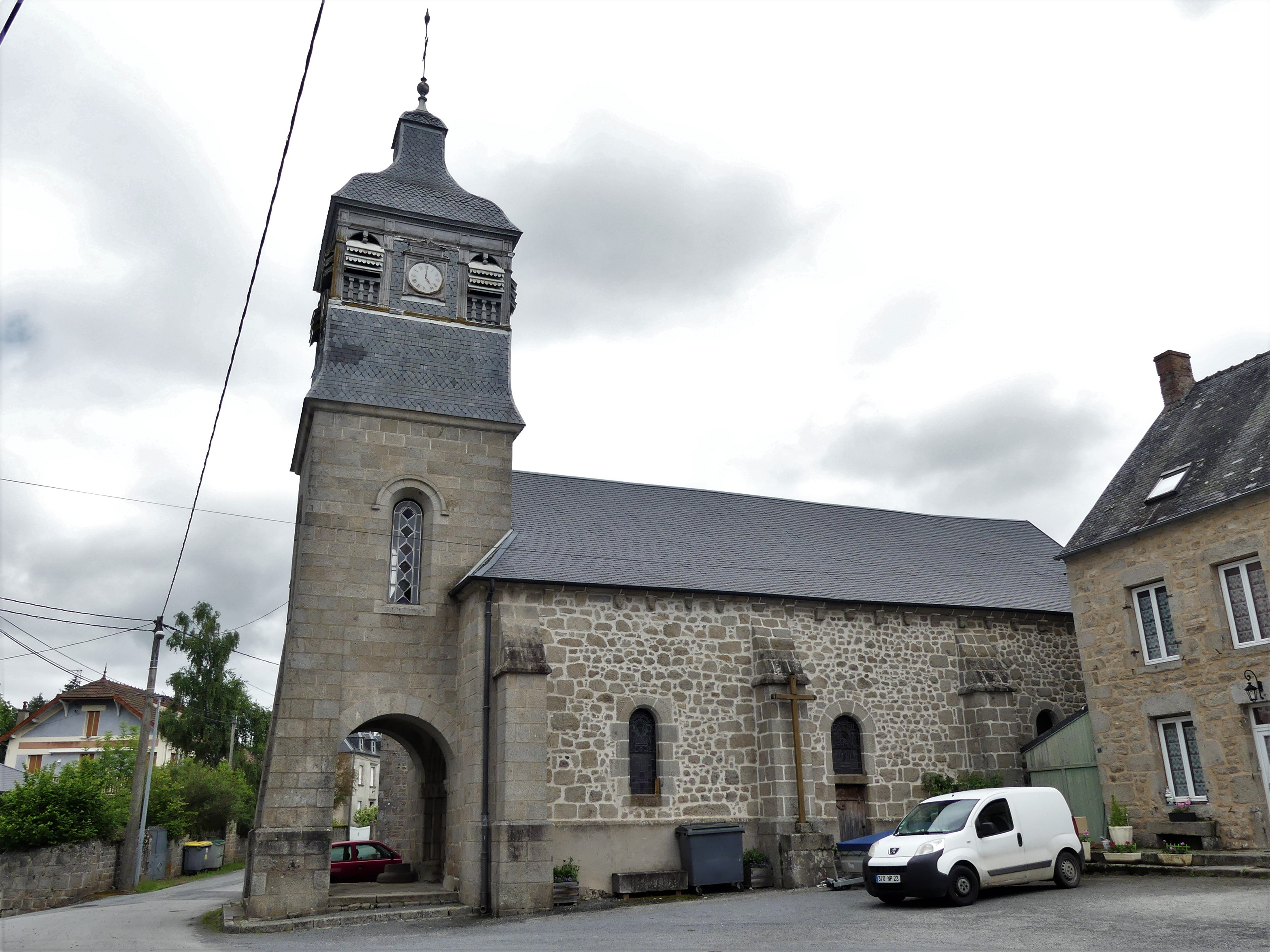
Kirche Saint-Domet

| Jahr      | 1962 | 1968 | 1975 | 1982 | 1990 | 1999 | 2012 |
| --------- | ---- | ---- | ---- | ---- | ---- | ---- | ---- |
| Einwohner | 321  | 317  | 265  | 238  | 205  | 176  | 165  |